# Coppa del Mondo di tuffi 2002
La Coppa del Mondo di tuffi 2002 (ufficialmente 2002 FINA Diving World Cup) è stata la XIII edizione della competizione sportiva internazionale di tuffi organizzata dalla Federazione internazionale del nuoto (FINA). Si è disputata nel 2002 ad Siviglia, in Spagna.

## Podi

### Uomini
| Evento                     | Oro                          | Perform. | Argento                                         | Perform. | Bronzo                                 | Perform. |
| Tuffi individuali          |                              |          |                                                 |          |                                        |          |
| Trampolino 1m (dettagli)   | Xu Xiang                     |          | Alexandre Despatie                              |          | José Miguel Gil                        |          |
| Trampolino 3m (dettagli)   | Dmitrij Sautin               |          | Peng Bo                                         |          | Wang Tianling                          |          |
| Piattaforma 10m (dettagli) | Lian Tian                    |          | Hu Jia                                          |          | José Antonio Guerra                    |          |
| Tuffi sincronizzati        |                              |          |                                                 |          |                                        |          |
| Trampolino 3m (dettagli)   | Cina Wang Feng Wang Tianling |          | Australia Robert Newbery Steven Barnett         |          | Russia Dmitrij Bajbakov Dmitrij Sautin |          |
| Piattaforma 10m (dettagli) | Cina Liang Tian Luo Yutong   |          | Cuba Erick Fornaris Álvarez José Antonio Guerra |          | Australia Mathew Helm Robert Newbery   |          |

### Donne
| Evento                     | Oro                                 | Perform. | Argento                                         | Perform. | Bronzo                                   | Perform. |
| Tuffi individuali          |                                     |          |                                                 |          |                                          |          |
| Trampolino 1m (dettagli)   | Guo Jingjing                        |          | Irina Laško                                     |          | Heike Fischer                            |          |
| Trampolino 3m (dettagli)   | Guo Jingjing                        |          | Wu Minxia                                       |          | Irina Laško                              |          |
| Piattaforma 10m (dettagli) | Lao Lishi                           |          | Kimiko Soldati                                  |          | Li Ting                                  |          |
| Tuffi sincronizzati        |                                     |          |                                                 |          |                                          |          |
| Trampolino 3m (dettagli)   | Russia Vera Il'ina Julija Pachalina |          | Cina Guo Jingjing Wu Minxia                     |          | Germania Ditte Kotzian Conny Schmalfuss  |          |
| Piattaforma 10m (dettagli) | Cina Lao Lishi Li Ting              |          | Russia Evgenia Olshevskaya Svetlana Timoshinina |          | Australia Rebecca Gilmore Anna Mcilwaine |          |

## Medagliere
| Posizione | Paese       | Oro | Argento | Bronzo | Totale |
| --------- | ----------- | --- | ------- | ------ | ------ |
| 1         | Cina        | 8   | 4       | 2      | 14     |
| 2         | Russia      | 2   | 1       | 1      | 4      |
| 3         | Australia   | 0   | 2       | 3      | 5      |
| 4         | Cuba        | 0   | 1       | 1      | 2      |
| 5         | Canada      | 0   | 1       | 0      | 1      |
| 5         | Stati Uniti | 0   | 1       | 0      | 1      |
| 7         | Germania    | 0   | 0       | 2      | 2      |
| 8         | Spagna      | 0   | 0       | 1      | 1      |
| Totale    | Totale      | 10  | 10      | 10     | 30     |